# Берн фон Бер
Берн Оскар фон Бер (нім. Bern Oskar von Baer; 20 березня 1911, Берлін — 27 листопада 1981, Ресрат) — німецький офіцер, оберст Генштабу вермахту, генерал-майор бундесверу. Кавалер Лицарського хреста Залізного хреста з дубовим листям.

## Біографія

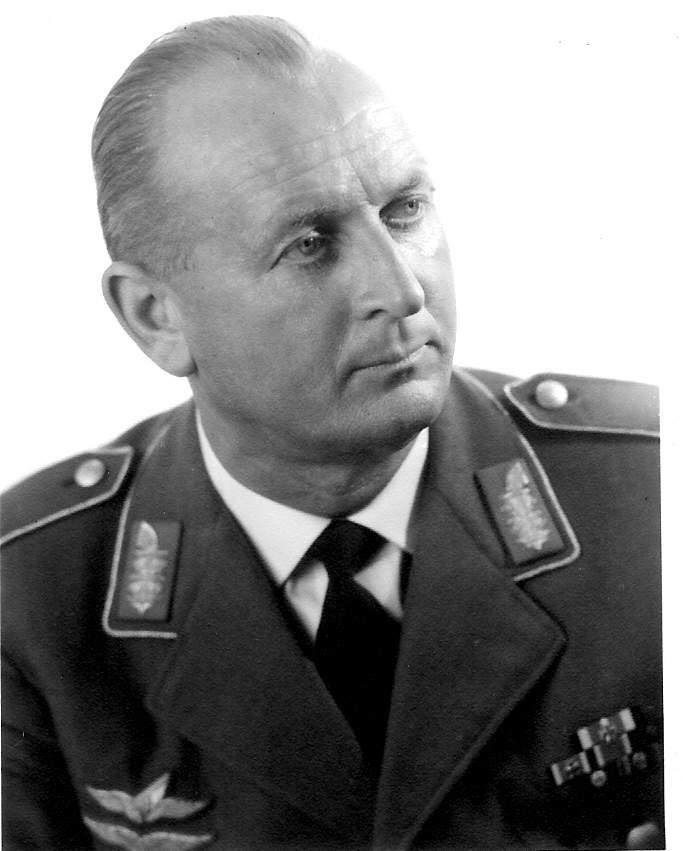
Бригадний генерал фон Бер (близько 1960).

В 1931 році втспуив в 3-й піхотний полк. З 1938 року — ад'ютант 43-го піхотного полку. Учасник Польської і Французької кампаній. В 1941 році переведений в ОКГ. З лютого 1942 року — 1-й офіцер (начальник оперативного відділу) Генштабу 16-ї танкової дивізії, з якою брав участь у боях під Сталінградом. 24 січня 1943 року за особистим наказом Фрідріха Паулюса евакуйований з котла. Після відтворення 16-ї танкової дивізії зберіг свій пост. Діяв в Італії, в районі Салерно. З кінця 1943 року бився на Східному фронті. Відзначився в районі Черкас. На початку 1944 року переведений в парашутно-танкову дивізію «Герман Герінг» 1-м офіцером Генштабу. З травня 1944 року бився в районі Неттуно, а потім — в районі Варшави на Східному фронті. З жовтня 1944 року — начальник штабу парашутно-танкового корпусу «Герман Герінг». 8 травня 1945 року взятий в полон радянськими військами. В 1946 році звільнений. 16 лютого 1956 року вступив в бундесвер. 31 березня 1968 року вийшов у відставку.

## Нагороди
- Медаль «За вислугу років у Вермахті» 4-го класу (4 роки)
- Залізний хрест
  - 2-го класу (21 вересня 1939)
  - 1-го класу (29 травня 1940)
- Медаль «За зимову кампанію на Сході 1941/42» (18 серпня 1942)
- Лицарський хрест Залізного хреста з дубовим листям
  - лицарський хрест (13 січня 1944)
  - дубове листя (№761; 28 лютого 1945)
- Знак парашутиста Німеччини
- Нарукавна стрічка парашутно-танкової дивізії «Герман Герінг»
- Медаль Подяки (Гамбург; 1962) — за надання допомоги під час повені в Гамбурзі.
- Орден «За заслуги перед Федеративною Республікою Німеччина», командорський хрест (20 березня 1968)